# Robert Liottel
Robert Gustave Édouard Liottel (ur. 23 września 1885 w Paryżu, zm. 23 kwietnia 1968 w Druye) – francuski szermierz, złoty medalista igrzysk olimpijskich i srebrny medalista mistrzostw świata.
Na igrzyskach olimpijskich w Paryżu w 1924 roku Francuzi w składzie: Georges Buchard, Roger Ducret, Lucien Gaudin, Georges Tainturier, André Labatut, Alexandre Lippmann i Robert Liottel zdobył złoto w szpadzie drużynowej. W szpadzie indywidualnej nie startował. Był to jego jedyny występ olimpijski.
Wywalczył srebro w szpadzie indywidualnie na mistrzostwach świata w Paryżu w 1922 (oficjalnie zawody tego cyklu rozgrywane są pod tą nazwą dopiero od 1937). Rozdzielił na podium Norwega Raoula Heide i swego rodaka Gastona Cornereau.
Po zakończeniu kariery był prezydentem klubu Cercle de l’Union des Armes de Paris.